# Lampégie
Lampégie ou Lampegia est une aristocrate d'Aquitaine, épouse de Munuza, gouverneur de Catalogne dans la première moitié du VIIIe siècle.

## Biographie
Fille du duc Eudes d'Aquitaine, elle épouse en 725 Munuza, gouverneur berbère et musulman de Catalogne. Lampégie scelle ainsi l'alliance entre l'Aquitaine et la Catalogne musulmane, alors en révolte vis-à-vis du pouvoir omeyyade.
Cette alliance n'empêche pas l'invasion de l'Aquitaine par Charles Martel et les Francs, auxquels ce mariage interreligieux a même pu fournir un casus belli, — ce point est toutefois disputé, Charles Martel n'ayant manifesté, jusque-là, aucun souci de la présence sarrasine.
À la suite de la prise de la Catalogne en 729 par le wali d'al-Andalus Abd al-Rahman, Munuza et Lampégie sont assiégés dans leur forteresse de Llívia. La ville est prise, il est exécuté et elle est envoyée comme captive dans le harem de Hicham, calife ommeyade de Damas.

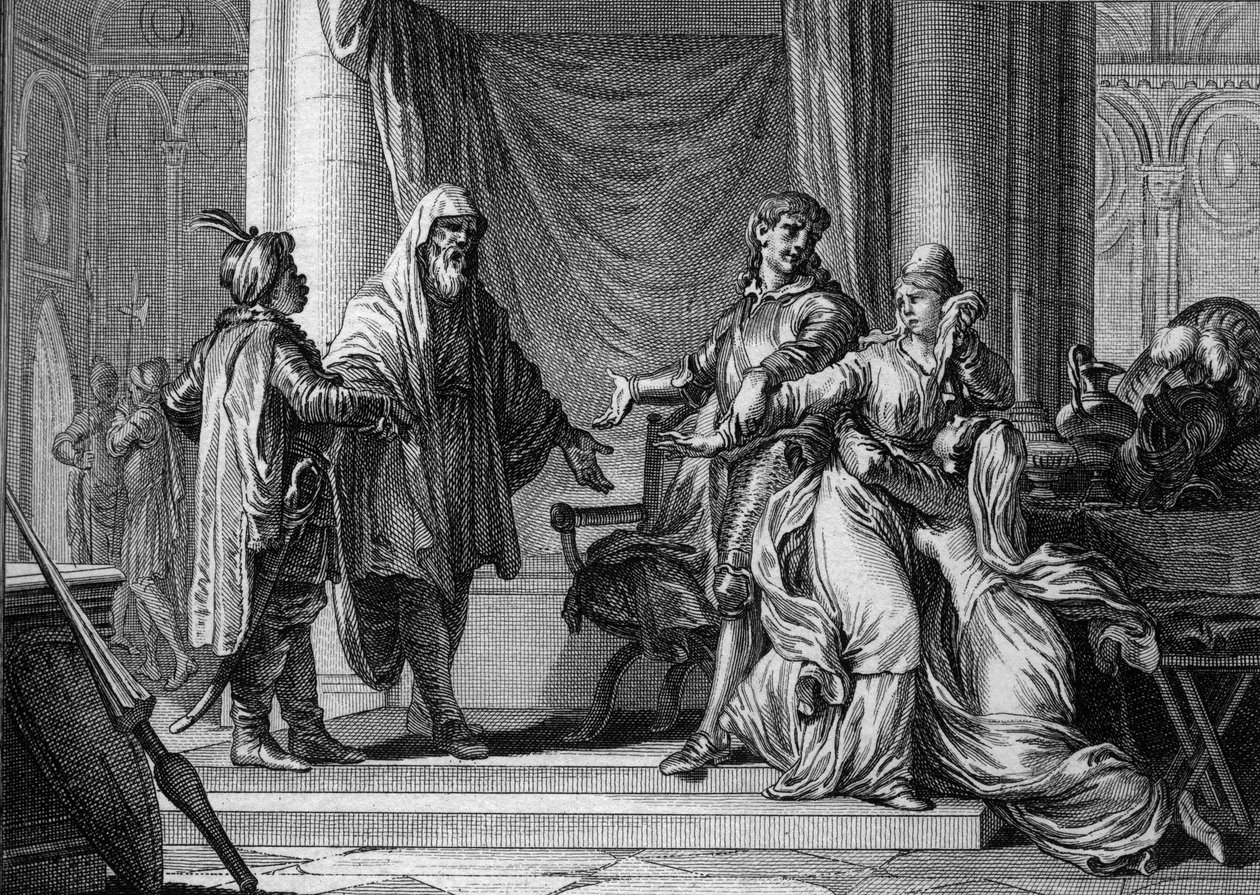
Gravure représentant le mariage entre la princesse d'Aquitaine et Munuza par Eudes.

Elle serait enterrée avec son époux sous l'actuelle église Notre-Dame-de-la-Merci de Planès — « la mesquita » en catalan — qui aurait été une mosquée à l'époque.